# 13 км (зупинний пункт, Сумська дирекція Південної залізниці)
13 кіломе́тр — пасажирський залізничний зупинний пункт Сумської дирекції Південної залізниці на лінії Баси — Пушкарне.
Розташований на сході села Стінка Сумського району Сумської області між станціями Золотницький (3 км) та Корчаківка (9 км).
На платформі зупиняються приміські електропоїзди.